# Гурули, Захар Давыдович
Захар Давыдович Гурули (груз. ზაქარია დავითის ძე გურული, 1878, Цирквали, Шорапанский уезд, Российская империя — 1 декабря 1937, Тара, Омская область) — грузинский политик, член Учредительного собрания Грузии (1919—1921).

## Биография
Окончил Цераквинское духовное училище в 1890 году, четырёхмесячные технические курсы в 1902 году.
С 1905 года член меньшевистской фракции РСДРП. Принимал активное участие в революционном движении 1905 года в Шорапанском уезде, был организатором Красного отряда. В 1906 году после поражения революции был арестован и содержался в кутаисской тюрьме, откуда бежал 13 июля того же года. 
С 1907 по 1910 год жил и работал в Баку. Был одним из руководителей местных социал-демократических (меньшевистских) организаций. В 1910 году был арестован, отправлен в кутаисскую тюрьму, но суд признал обвинения необоснованными. После освобождения работал в местном социал-демократическом комитете. Был арестован в марте 1912 года и выслан в Ростов на пять лет, откуда бежал в августе того же года и вернулся в Чиатуру; продолжил партийную работу, публиковался под различными псевдонимами. 14 октября 1912 года его арестовали в Тифлисе, где он жил по подложному паспорту Михаила Шакарашвили и вернули в Ростовскую область (Новочеркасск), откуда ему удалось бежать и вернуться на Кавказ. Работал в Баку, Тифлисе и Западной Грузии. В 1915 году, после ареста редакции социал-демократической газеты Новый взгляд, он  возглавил обновленную редакцию. 14 сентября 1916 года на станции Чиатурской вновь арестован и сослан в Верхоленск. 
После Февральской революции 1917 года  вернулся домой. 
В 1921 году, после советизации Грузии, остался в Грузии и присоединился к движению сопротивления. Во время первой волны массовых арестов политической оппозиции советским режимом 30 апреля 1921 года Гурули вместе с другими лидерами партии был арестован в Чиатуре и отправлен в тюрьму, некоторое время содержался в одиночной камере в Метехи. 16 декабря 1922 года, вместе с 52 политическими заключенными был отправлен в Москву. По решению Комиссии МВД СССР 12 января 1923 года получил три года лагерей. 15 января 1926 года по истечении срока, выслан в Тамбов на три года. 21 декабря 1928 года срок был продлен ещё на три года. 14 декабря 1931 года ему было запрещено жить в 12 пунктах в СССР, и он был отправлен в ссылку на три года. После истечения срока сослан в Омск, жил в городе Тара.
В 1935 году, после истечения срока, вернулся в Грузию и жил в Кутаиси. По просьбе Тбилисского отделения Союзного института марксизма-ленинизма он написал короткую мемуарную книгу о работе Иосифа Сталина рабочим рудника Чиатура в 1904—1905 гг. (не опубликована).
Снова арестован, вероятно, в 1936 году и сослан в Сибирь. В годы большого террора, 16 сентября 1937 года был арестован, а 26 октября в Омском отделе Министерства внутренних дел СССР приговорён к высшей мере наказания.
Расстрелян 1 декабря 1937 года